# Tiszanagyfalu
Tiszanagyfalu är en ort i Ungern.   Den ligger i provinsen Szabolcs-Szatmár-Bereg, i den nordöstra delen av landet, 190 km öster om huvudstaden Budapest. Tiszanagyfalu ligger 96 meter över havet och antalet invånare är 2 010.
Terrängen runt Tiszanagyfalu är huvudsakligen platt, men västerut är den kuperad. Runt Tiszanagyfalu är det ganska tätbefolkat, med 72 invånare per kvadratkilometer. Närmaste större samhälle är Tiszalök, 11,9 km sydväst om Tiszanagyfalu. Trakten runt Tiszanagyfalu består till största delen av jordbruksmark.